# No Alvo
No Alvo é um programa de televisão produzido e exibido pelo SBT, que estreou no dia 14 de julho de 2025. A atração tem direção de Marcio Esquilo e aposta em um formato ousado, com entrevistas intensas e fundo visual minimalista, inspirado em programas clássicos da televisão como Preto no Branco e Advogado do Diabo, ambos famosos nos anos 1980 e apresentados por Oswaldo Sargentelli.

## Formato
O programa se caracteriza por um estúdio totalmente escuro, com iluminação concentrada unicamente no convidado — o que reforça o caráter intimista e direto das conversas. Não há apresentador visível: apenas uma voz em off conduz a entrevista com perguntas incisivas, provocadoras e, por vezes, desconfortáveis feitas por inteligência artificial.
O nome "No Alvo" reflete o propósito do formato: colocar o entrevistado sob pressão, em evidência, diante de questões inesperadas e sem filtro. Celebridades, políticos, empresários e personalidades públicas serão os alvos dessa abordagem direta.

## Episódios
A primeira temporada terá 13 episódios, e conta com os seguintes nomes:
| Episódio | Data                 | Convidados         | Ref.  |
| -------- | -------------------- | ------------------ | ----- |
| 1        | 14 de julho de 2025  | Pablo Marçal       | [ 7 ] |
| 2        | 21 de julho de 2025  | Leo Dias           | [ 7 ] |
| 3        | 28 de julho de 2025  | Márcia Goldschmidt | [ 7 ] |
| 4        | 4 de agosto de 2025  | Geraldo Luís       | [ 7 ] |
| 5        | 11 de agosto de 2025 | Andressa Urach     | [ 7 ] |
| 6        | 18 de agosto de 2025 | João Kléber        | [ 7 ] |
| –        | A definir            | Guilherme Boulos   | [ 7 ] |
| –        | A definir            | Sikêra Júnior      | [ 7 ] |
| –        | A definir            | Rita Cadillac      | [ 7 ] |
| –        | A definir            | Tiago Pavinatto    | [ 7 ] |
| –        | A definir            | Felipeh Campos     | [ 7 ] |

## Produção
Em setembro de 2024, surgiram rumores de que Leo Dias poderia assumir, no ano seguinte, a apresentação de um programa de entrevistas — um desejo antigo tanto do jornalista quanto de Daniela Beyruti. A atração seria exibida após o Programa Silvio Santos. O projeto chegou a ser desenvolvido em 2024, mas acabou sendo adiado.
Em março de 2025, Leo Dias confirmou, durante participação no Jornal dos Famosos, a produção do programa No Alvo, previsto para estrear ainda em 2025 como parte das novidades da programação do SBT. O programa resgata a essência dos formatos apresentados por Oswaldo Sargentelli, nos quais a imagem do entrevistador não aparecia, mas sua presença era marcada por perguntas cortantes, conduzindo diálogos intensos. Assim como nos programas que o inspiram, o foco está exclusivamente na figura do convidado — e nas reações que ele entrega.
A confirmação oficial do programa ocorreu em 15 de maio de 2025, durante uma coletiva de imprensa promovida pela emissora, como parte do anúncio da reestruturação de sua grade de programação. Por conta de mudanças motivadas pela baixa audiência da primeira fase da nova grade noturna de shows, o SBT decidiu adiar a estreia do programa No Alvo, inicialmente marcada para o dia 9 de junho. Com isso, a emissora também adiou, sem nova data definida, a estreia da terceira versão do Aqui Agora, que seria lançada em conjunto com o novo formato. O programa chegou a ser anunciado oficialmente para o dia 7 de julho, em simultâneo com a estreia da novela As Filhas da Senhora Garcia, mas foi novamente adiado sem maiores explicações. Por fim, teve finalmente a sua estreia agendada para o dia 14 de julho.

## Repercussão
A estreia de No Alvo ocorreu em uma segunda, no horário nobre do SBT, enfrentando forte concorrência da Record. De acordo com dados da Kantar IBOPE Media, referentes à Região Metropolitana de São Paulo, o programa garantiu a vice-liderança isolada entre 23h24 e 00h13, com média de 4,0 pontos de audiência, 10% de participação (share) e pico de 4,7 pontos. No mesmo período, a Record exibia o final da estreia da segunda temporada de Doc Investigação, apresentado por Thais Furlan, que marcou 3,7 pontos. A exibição da entrevista com Pablo Marçal, que havia tentado judicialmente impedir a veiculação do conteúdo, também gerou repercussão. A tentativa não foi acatada, e o programa foi ao ar conforme o previsto.
Nas redes sociais, a recepção do público foi dividida, mas em sua maioria positiva. Muitos elogiaram a escolha do tema e o tom adotado pelo SBT, considerando a abordagem como acertada. No entanto, também foram apontadas críticas, especialmente à ausência de uma linha clara de raciocínio nas perguntas, à falta de um roteiro bem definido e à carência de chamadas internas que guiassem o espectador ao desfecho das questões propostas. Apesar dessas observações, a estreia foi considerada promissora e recebeu comentários favoráveis da crítica especializada e do público nas plataformas digitais.

## Controvérsias

### Abandono da entrevista
Durante a gravação de alguns episódios, o programa virou um centro de uma entrevista polêmica com o ex-governador de São Paulo e ex-político João Doria. No episódio gravado no dia 25 de junho de 2025 com o empresário, uma das perguntas do robô teria o desagradado quando relembrou a polêmica de uma suposta participação numa sessão de orgia em 2018, quando Dória estava em campanha como candidato ao governo de São Paulo pelo Partido da Social Democracia Brasileira (PSDB). Irritado, João deixou os estúdios do SBT e em entrevista à coluna F5, do jornal Folha de S.Paulo, ele detonou a produção do programa e o SBT. Em nota, a emissora se desculpou com o convidado, mas destacou que o próprio foi comunicado da proposta do programa, que haveria perguntas sensíveis.

### Suposta tentativa de censura por Pablo Marçal
Horas antes de sua estreia no dia 14 de julho de 2025, o apresentador Ratinho revelou na Massa FM, de sua propriedade, durante o programa Turma do Ratinho, que o coach e político Pablo Marçal, do Partido Renovador Trabalhista Brasileiro (PRTB), havia se arrependido de prestar entrevista à atração, e que por conta disso, havia solicitado um pedido na Justiça para que o SBT não levasse ao ar o seu episódio, que inclusive foi marcado para ser o primeiro do novo programa da emissora. Durante o Programa do Ratinho, o SBT fez suspense até os últimos minutos enquanto a exibição da atração não começava. O apresentador Ratinho disse ao vivo que o episódio precisava ir ao ar mesmo diante do processo, citou nomes da emissora, afirmando que, se tiverem que ser processados, que processem, e em seguida declarou que a Justiça havia autorizado a exibição da atração. Logo depois, o programa foi exibido normalmente. No dia seguinte à exibição, Pablo Marçal negou ter tentado impedir que o programa fosse ao ar, afirmando que tudo não passou de uma estratégia de marketing do SBT para divulgá-lo.